# Lista de deputados estaduais do Rio Grande do Norte da 50.ª legislatura
Essa é uma lista de deputados estaduais do Rio Grande do Norte eleitos para o período 1971-1975. 18 deputados.

## Composição das bancadas
| Partido | Líder                 | Bancada | Posição  |
| ------- | --------------------- | ------- | -------- |
| ARENA   | Benvenuto Araújo Neto | 12 / 18 | Governo  |
| MDB     | Iberê Ferreira        | 6 / 18  | Oposição |

## Deputados estaduais
| Número | Deputados estaduais eleitos       | Partido | Votação | Percentual | Cidade onde nasceu      | Unidade federativa  |
| 15737  | Garibaldi Alves Filho             | MDB     | 22.266  | 4,56%      | Natal                   | Rio Grande do Norte |
| 11502  | Benvenuto Pereira de Araújo Neto  | ARENA   | 13.354  | 2,73%      | São José de Mipibu      | Rio Grande do Norte |
| 11498  | Moacir Torres Duarte              | ARENA   | 12.888  | 2,64%      | Natal                   | Rio Grande do Norte |
| 11448  | Dary de Assis Dantas              | ARENA   | 11.208  | 2,29%      | Serra Negra do Norte    | Rio Grande do Norte |
| 11790  | Edílson Lima Moura Rolim          | ARENA   | 10.659  | 2,18%      | Mossoró                 | Rio Grande do Norte |
| 11723  | José Marcílio Furtado             | ARENA   | 10.253  | 2,10%      | Touros                  | Rio Grande do Norte |
| 11443  | Paulo Gonçalves de Medeiros       | ARENA   | 9.430   | 1,93%      | Natal                   | Rio Grande do Norte |
| 11203  | Ezequiel José Ferreira de Souza   | ARENA   | 9.397   | 1,92%      | Natal                   | Rio Grande do Norte |
| 15851  | Magnus Kelly de Miranda Rocha     | MDB     | 9.267   | 1,90%      | Extremoz                | Rio Grande do Norte |
| 15585  | Francisco Diniz Câmara            | MDB     | 9.038   | 1,85%      | Macau                   | Rio Grande do Norte |
| 11947  | Manoel Eugênio Neto               | ARENA   | 8.956   | 1,83%      | Natal                   | Rio Grande do Norte |
| 15581  | Iberê Ferreira                    | MDB     | 7.969   | 1,63%      | Natal                   | Rio Grande do Norte |
| 11782  | Demócrito de Souza Paiva          | ARENA   | 7.605   | 1,55%      | Parnamirim              | Rio Grande do Norte |
| 11449  | Milton Aranha Marinho             | ARENA   | 7.491   | 1,53%      | Caicó                   | Rio Grande do Norte |
| 11245  | José Josias Fernandes             | ARENA   | 7.454   | 1,52%      | São Fernando            | Rio Grande do Norte |
| 11963  | Zacarias Gurgel Cunha             | ARENA   | 7.365   | 1,51%      | São Gonçalo do Amarante | Rio Grande do Norte |
| 15370  | Antônio Severiano da Câmara Filho | MDB     | 6.630   | 1,35%      | João Câmara             | Rio Grande do Norte |
| 15227  | Asclepíades Fernandes e Silva     | MDB     | 4.947   | 1,01%      | Santana do Matos        | Rio Grande do Norte |